# Yusuke Minoguchi
Yusuke Minoguchi (簔口 祐介 Minoguchi Yūsuke?), född 23 augusti 1965, är en japansk tidigare fotbollsspelare.
I december 1988 blev han uttagen i japans trupp till Asiatiska mästerskapet i fotboll 1988.